# Hamburg Masters 2007
L'Hamburg Masters 2007 presented by E.ON Hanse è stato un torneo di tennis giocato sulla terra rossa. È stata la 101ª edizione dell'Hamburg Masters, che fa parte della categoria ATP Masters Series nell'ambito dell'ATP Tour 2007. Si è giocato al Rothenbaum Tennis Center di Amburgo in Germania, dal 14 al 22 maggio 2007. Roger Federer ha battuto in finale Rafael Nadal, interrompendo una serie di 81 vittorie consecutive sulla terra del maiorchino.

## Campioni

### Singolare
Roger Federer ha battuto in finale  Rafael Nadal con il punteggio di 2–6, 6–2, 6–0.

### Doppio
Bob Bryan /  Mike Bryan hanno battuto in finale  Paul Hanley /  Kevin Ullyett con il punteggio di 6–3, 6–4.